# Karen Franklin
Pour les articles homonymes, voir Franklin (patronyme).
Karen Franklin est une psychologue médico-légale américaine qui exerce dans la baie de San Francisco, ancienne journaliste et autrice d'une thèse doctorale sur les violences homophobes. Ses recherches et publications portent plus largement sur les crimes sexuels et s'opposent dès l'origine à la nomenclature américaine en vigueur, tels que le terme hebephilia, pour le diagnostic et la qualification légale des crimes de prédateurs sexuels.

## Biographie
Karen Franklin naît à Houston, dans le Texas. Elle est diplômée en 1982 de l'Université d'État de San Francisco d'un BA en journalisme. Elle couvre pendant un temps des affaires judiciaires. Ses enquêtes au sujet de condamnations à la peine de mort l'ont amenée à s'intéresser à la psychologie légale.
C'est en 1997 qu'elle achève un doctorat en psychologie à l'École de psychologie professionnelle de Californie. Sa thèse doctorale consiste en une recherche empirique sur les violences homophobes. Elle enseigne alors la psychologie clinique à l'université internationale de l'Alliant et préside le Comité d'éthique et des affaires professionnelles de l'Association de Psychologie du comté d'Alameda. En 1998, elle présente le résultat de ses recherches publiées sous le titre Les motivations psychosociales des auteurs de crimes de haine devant le Congrès des États-Unis. En 2001, elle reçoit le Monette-Horwitz Trust Award prix qui récompense des individus et des organisations qui luttent contre l'homophobie, et est honorée du Distinguished Scientific Achievement Award en psychologie en 2012.
La pratique de la psychologie légale de Franklin consiste principalement en des « évaluations de compétences » (dans le droit américain, évaluation psychologique de la capacité d'un accusé à comprendre les enjeux et à participer avec discernement au procès qui lui est intenté), des « estimations de risques » et des « examens d'état mental » sur les accusés, notamment des criminels sexuels présumés ou susceptibles d'être exécutés. Elle témoigne également comme experte dans des procès au pénal. En tant qu'experte, elle a aussi été invitée à s'exprimer dans l'émission All Things Considered diffusée par la National Public Radio et dans les reportages d'investigation de l'émission Frontline sur le réseau de télévision public PBS,,.

## Travaux de recherche
Le travail de recherche de Karen Franklin porte sur le fondement psychologique des crimes de haine homophobes,,,, sur la pédocriminalité, et sur la dynamique interpersonnelle du viol collectif. En outre, elle publie des articles sur l'éthique en criminalistique,, sur la capacité des violeurs d'enfants à déjouer les tests psychologiques auxquels ils sont soumis,, sur les décisions de justice, la problématique des faux aveux, la nature de la psychopathie,, ainsi que sur de nombreux sujets en psychologie légale.
Karen Franklin a identifié et analysé quatre motivations principales à la perpétration des crimes de haine : l'adhésion à une idéologie, la recherche de sensations extrêmes, la dynamique de groupe et l'illusion d'agir en légitime défense. Elle souligne que « les agresseurs ont comme perception que la société leur donne la permission de commettre des violences à l'encontre les personnes homosexuelles ».
Elle affirme que les lois américaines condamnant les auteurs de crimes de haine n'auraient qu'un faible effet de prévention, car selon ses recherches la conscience de la peine encourue n'est pas suffisante en soi pour dissuader ce type de criminels de commettre des actes de violence sur leurs victimes de choix. En 2015, elle explique dans la presse que la pratique de l'objectification des femmes désensibilise les téléspectateurs et téléspectatrices à la perception de la pleine humanité des femmes, mais qu'en revanche cette objectification a relativement peu d'impact direct sur les violences commises en groupe. Elle analyse en effet que la violence de groupe est particulièrement utilisée par des hommes lorsqu'ils se sentent impuissants afin d'atteindre plusieurs objectifs : à savoir, renforcer l'adhésion au groupe et établir un lien de camaraderie entre agresseurs, tout en donnant à ses membres l'occasion « de faire la démonstration de leur virilité et de la célébrer ».

Au sujet précis de la psychopathie, elle écrit :  

« Il n'y a nul besoin de comprendre le passé trouble d'un criminel ou les influences de son environnement. Il n'est pas nécessaire de tendre une main compatissante pour le guider sur le chemin de la rédemption. Le psychopathe est irrécupérable, un dangereux étranger à l'humanité qu'il nous faut réprimer ou bien chasser. »

— Karen Franklin en 2013
 Par ailleurs, Karen Franklin a remis en cause l'observation de comportements inquiétants chez l'enfant tels que la cruauté envers les animaux, l'obsession pour le déclenchement d'incendies et les énurésies nocturnes persistantes, parfois associés sous le nom de « triade homicide », comme de bons signes avant-coureurs d'une future pathologie psychopathique avérée. Elle soutient que ceux-ci seraient des indices moins fiables que ce que la communauté scientifique admet communément.
Ses recherches en psychologie légale sont publiées dans plusieurs revues spécialisées américaines, telles que le Behavioral Sciences and the Law, l'American Behavioral Scientist,, le Journal of Forensic Psychology Practice, le Sexuality Research and Social Policy, le Journal of Interpersonal Violence, entre autres, et elles ont aussi été vulgarisées dans des magazines grand public, comme le bimensuel Psychology Today.